# ZSeries

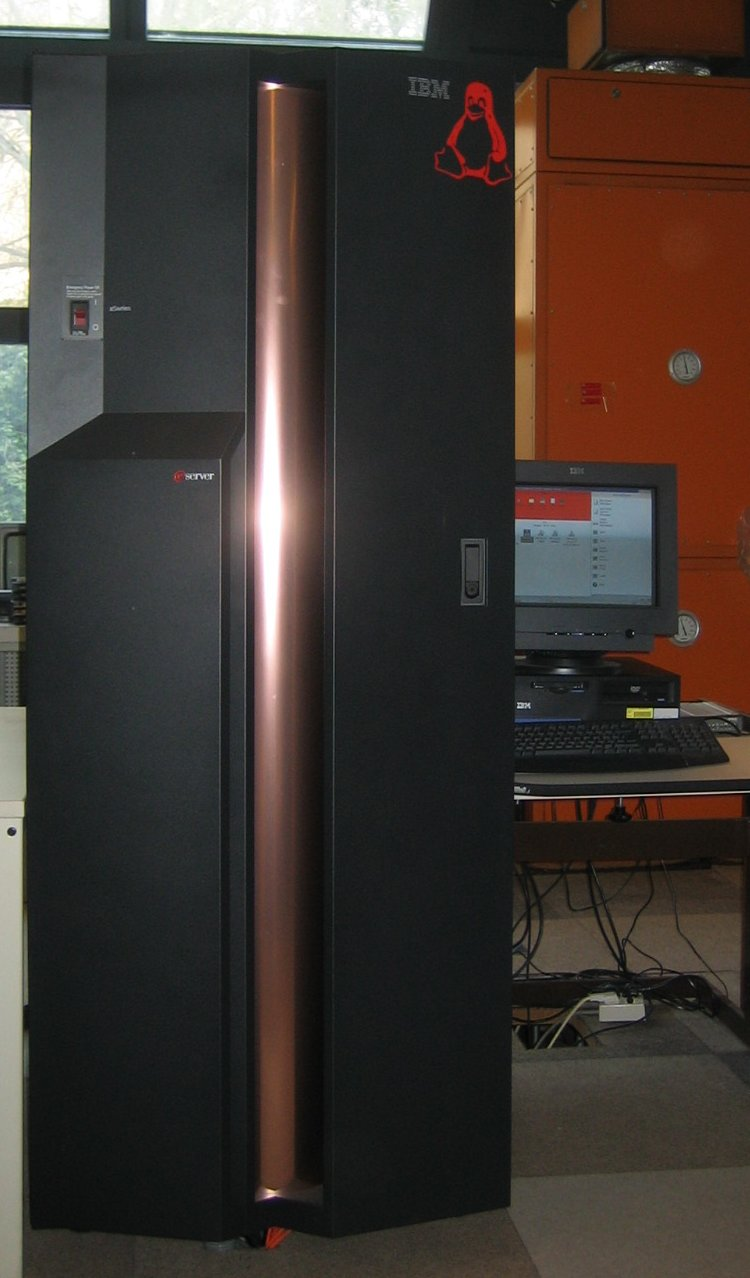
Un IBM zSeries 800 tournant sous Linux

Depuis décembre 2001, IBM désigne tous ses ordinateurs centraux (mainframes) par le nom eServer zSeries. Ce sont des ordinateurs 64 bits, dont le premier est le zSeries 900. Depuis avril 2006, avec une nouvelle génération de produits, la désignation officielle a changé pour IBM system z.
Leur positionnement par rapport aux autres séries du constructeur est le suivant :
- zSeries (ex-390) : compatibilité binaire sur l'ensemble de la gamme et fonctions importantes de tolérance aux pannes ;
- pSeries (ex-RS/6000) : serveurs destinés au calcul scientifique, très rapides en précision étendue ;
- xSeries : serveurs en « lames » pouvant être modifiés et réparés à la volée, sans arrêt du système ;
- iSeries (ex-AS/400) : serveurs ayant une base de données relationnelle directement intégrée au système d'exploitation.

## Liste des Modèles
Annoncé en février 2008, le modèle z10 équivaudrait en puissance et capacité, d'après IBM, à 1 500 serveurs à base de x86, tout en consommant 85 % de puissance électrique en moins et en occupant aussi 85 % de volume en moins. Le modèle z10 EC utilise 64 processeurs simultanément.
Annoncé en juillet 2010, le zEnterprise 196 est commercialisé à son lancement à des tarifs commençant à un million de dollars américains. Avec 96 processeurs cadencés à 5,2 GHz, le système supporte jusqu'à 100 000 images virtuelles.
Annoncé en juillet 2011, le zEnterprise 114 offre 5 CPU à 3,8 GHz.
Annoncé en août 2012, le zEnterprise EC12 (EC pour Enterprise Class) offre jusqu'à 101 CPU à 5,5 GHz.
Annoncé en janvier 2015, le z13 fournit jusqu'à 141 CPU à 5 GHz.